# 彼得·菲茨杰拉德
彼得·菲茨杰拉德（英語：Peter Gosselin Fitzgerald，1960年10月20日—），美国共和党籍政治家、律师，曾任1999年-2005年伊利诺伊州联邦参议员，现已退休。1993年至1998年间菲茨杰拉德担任伊利诺伊州参议院议员。1998年，他在中期选举中击败民主党在任参议员卡罗尔·莫斯利·布劳恩 (英文：Carol Moseley Braun)，成为继查尔斯·珀西之后二十年来第一位赢得伊利诺伊州联邦参议院竞选的共和党人。2005年，菲茨杰拉德从美国参议院退休，并由巴拉克·奥巴马接任。

## 早年生活
菲茨杰拉德出生于美国伊利诺伊州，菲茨杰拉德是德·弗朗西斯（英文：De Francis）和玛乔丽·菲茨杰拉德（英文：Marjorie Fitzgerald）的第五个孩子。菲茨杰拉德大部分时候都是在美国芝加哥度过。
1978 年，菲茨杰拉德毕业于天主教寄宿学校朴茨茅斯修道院学校。1982年毕业于达特茅斯学院。菲茨杰拉德以扶轮社学者的身份在希腊的亚里士多德大学完成了研究生学业，并于1986年获得密歇根大学法学博士学位。
于20世纪40年代开始菲茨杰拉德的父亲德·弗朗西斯开始收购芝加哥郊区的银行并且建立了一个"郊区银行"但于1994年菲茨杰拉德的父亲以2.46亿美金将"郊区银行"卖给了蒙特利尔银行的一个子公司。1988 年菲茨杰拉德参选伊利诺伊州众议院议员，但在初选中以1.15% 的差距输给了詹姆斯·柯克兰。

## 参政生涯

### 州参议院
1992年菲茨杰拉德成功当选州议员。菲茨杰拉德和他的同事们经常去挑衅伊利诺伊州共和党的权利地位，并且他们还成立了一个小团体，小团体名称为"惊艳五人组"，成员包括史蒂夫·劳申伯格、戴夫·西弗森、帕特里克·奥马利和克里斯·劳森。

### 1994年国会议员参选
于1994年菲茨杰拉德在伊利诺伊州第八选区共和党初选去挑战长期在任的共和党众议员菲尔·克兰（英文：Phil Crane）即使菲茨杰拉德在竞选中力挽狂澜可是最后还是以40%比33%的得票率败给了菲尔·克兰。

### 1998年美国参议院大选
另请参见：1998 年伊利诺伊州美国参议院选举
1998年大选菲茨杰拉德挑战了美国参议员卡罗尔·莫斯利·布劳恩（英文：Carol Moseley Braun）菲茨杰拉德在初选时的对手是伊利诺伊州的审计长洛莱塔·迪德里克森（英文：Loretta Didrickson），洛莱塔·迪德里克森获得了州共和党的支持。最终菲茨杰拉德以微弱优势击败了洛莱塔·迪德里克森，成为共和党候选人。
尽管菲茨杰拉德获得了许多共和党人的支持，但菲茨杰拉德在初选的时候并没有和一些建制派人士打交道。与此同时，布劳恩得到了希拉里·克林顿和美国国会议员路易斯·古铁雷斯（英语：Luis Gutierrez）等民主党的支持。最终菲茨杰拉德在参议院大选中以2.9%的优势击败了莫斯利·布劳恩。
菲茨杰拉德是伊利诺伊州二十年来第一位赢得美国参议院大选的共和党人，同时也是1998年选举周期中唯一一位击败现任民主党参议员的共和党人。

### 参议院参政期间
菲茨杰拉德在参议院期间做过两件十分重要的事，一次在2000年菲茨杰拉德通过一次演说阻止了一项大规模联邦支出法案，菲茨杰拉德阻止此法案的原因是因为该法案包括为亞伯拉罕·林肯總統圖書館和博物館提供资金，并且菲茨杰拉德还是指责身为州长的乔治·瑞安反对竞标，便向政治盟友提供不少的金钱，最终乔治·瑞安因贪污罪入狱六年半，并且菲茨杰拉德表示「我希望伊利诺伊州能建一个1.5亿元的图书馆，而不是一个5000萬的图书馆，然而这个图书馆恰好要花费1.5亿。」
菲茨杰拉德第二次重要的事件是在2001年9月11日恐怖袭击之后，当时国会那边迅速组织了一场财政救援行动，这场行动是为了拯救大多数陷入财政危机的航空公司，但是在所有的美国参议员中，菲茨杰拉德独自发表了一篇演讲，题为“谁来拯救美国纳税人”，他认为航空公司只会花光这些钱，并且仍然还是处于财务不稳定的状态下，最终该法案以96比1获得了通过。
菲茨杰拉德在反对堕胎（除非是挽救生命）、同性恋、美国税收上是坚定的保守派，但是在一些极端的问题上菲茨杰拉德和他的同事们都表现的比较偏左，并且菲茨杰拉德在生态上，菲茨杰拉德一直反对在北极国家野生动物保护区进行钻探，菲茨杰拉德还支持合理管理枪支、移民改革和麦凯恩-费恩戈尔德财务改革法案。
在参议院参政期间，菲茨杰拉德与该州的共和党领导层进行了斗争，菲茨杰拉德坚持任命一名外州的检察官帕特里克·菲茨杰拉德。菲茨杰拉德指定这位检察官调查伊利诺伊州政府的腐败问题，就算州党官员希望为伊利诺伊州腐败问题找到一位“友善”的检察官，但菲茨杰拉德坚持要求帕特里克·菲茨杰拉德去调查伊利诺伊州政府的腐败问题。随后，菲茨杰拉德被起诉了几起案件,包括前共和党州长乔治·瑞安和民主党州长罗德·布拉戈耶维奇，结果乔治·瑞安和罗德·布拉戈耶维奇在多年后因试图售卖菲茨杰拉德的继任者和未来总统奥巴马空出的参议院席位而被定罪，这起丑闻被视为了伊利诺伊州作为政治最腐败的州之一的证据。

### 退休过程
当共和党建制派表示他们不会支持菲茨杰拉德连任时，菲茨杰拉德当即宣布他将在当前任期结束时退休。共和党提名的商人杰克·瑞安 （英文：Jack Ryan）竞选该席位。然而，瑞安后来受到伊利诺伊州共和党的压力，并且共和党还逼迫瑞安退出，因为他之前密封的离婚案的内容受到了大众的关注。菲茨杰拉德表示无论如何他都支持瑞安。在选举86天前，该党提名艾伦·凯斯（英文：Alan Keyes）作为提名人。凯斯被指责为“地毯式装袋”，并以超过 40% 的选票被巴拉克·奥巴马击败。据称，独立人士中很受欢迎的菲茨杰拉德最有可能保住席位并击败奥巴马，但是奥巴马在四年后就赢得了总统选举。在菲茨杰拉德任期的最后几个月，福克斯新闻（英文：Fox News）发表了一篇关于菲茨杰拉德的专栏文章，题为《退休参议员挺身而出维护原则》（Reriring Senator Standing Up for Principles）。

## 退休生涯
现在菲茨杰拉德是位于弗吉尼亚州Chain Bridge Bank N.A. 的创始人兼董事长，他是费城国家宪法中心的董事会成员。

## 选举历史
- 1998 年共和党初选 – 美国参议院
  - 彼得·菲茨杰拉德 （R） 51.83%
  - 洛莱塔·迪德里克森 （R）48.17%
- 1998 年大选 – 美国参议院
  - 彼得·菲茨杰拉德 （R） 50.35%
  - 卡罗尔·莫斯利·布劳恩 （D） 47.44%